# Bowmore
Bowmore ([boʊˈmɔr]) — винокурня, що виробляє односолодове шотландське віскі на острові Айла архіпелагу Внутрішні Гебриди. Винокурня, що лежить на південно-східному березі Лох Індаала, є однією з найстаріших у Шотландії і, як кажуть, була заснована 1779 року. Винокурня належить Morrison Bowmore Distillers Ltd, холдинговій компанії, що належить японській компанії з виробництва напоїв Suntory. Morrison Bowmore також належать винокурні Auchentoshan і Glen Garioch.

## Історія
Винокурня Bowmore була заснована 1779 року місцевим купцем Джоном П. Сімсоном, перш ніж перейти у власність родини Муттер, сім'ї німецького походження. Джеймс Муттер, голова сім'ї, також мав інтереси до сільського господарства і був віцеконсулом, який представляв Османську імперію, Португалію та Бразилію через свої консульства в Глазго. Немає записів, які б засвідчили дату, коли Муттер придбав винокурню у Сімпсона. Муттер впровадив у винокурню ряд інноваційних процесів і навіть створив невеликий залізний паровий корабель для імпорту ячменю та вугілля з материка та для експорту віскі в Глазго. Пляшка односолодового Bowmore 1850 року була продана на аукціоні у вересні 2007 року за 29 400 фунтів стерлінгів.
Винокурня була придбана у родини Муттерів у 1925 році компанією J.B. Sheriff & Co. і залишалася у її власності до тих пір, поки її не придбала у 1950 році компанія з Інвернесса William Grigor & Son, Ltd..
Під час світових воєн винокурня Bowmore припинила виробництво і розміщувала у своїх приміщеннях Берегове командування Повітряних сил Великої Британії протягом більшої частини Другої світової війни, прибережне командування керувало літаючими човнами з Лох Індаала під час протичовнових бойових операцій.
Стенлі П. Моррісон та Джеймс Говат утворили компанію Stanley P. Morrison Ltd. в 1951 році, і ця компанія утворила в 1963 році Morrison's Bowmore Distillery, Ltd., щоб отримати контроль над винокурнею Bowmore. Стенлі П. Моррісон помер у 1971 році, а контроль над компаніями перейшов до Браяна Моррісона. Назва компанії незначно змінилася, і після незначної реструктуризації винокурня перебуває у власності Morrison Bowmore Distillers Ltd., і, зрештою, належить японській лікерогорілчаній компанії Suntory, яка отримала контроль над Morrison Bowmore Distillers Ltd. протягом 1994 року. Раніше Suntory кілька років була акціонером Morrison Bowmore.

## Виробництво
Винокурня Bowmore використовує якомога більше ячменю з острова Айла, але на острові його виробляється недостатня кількість, щоб задовольнити попит винокурні, тому ячмінь також імпортується з материка. Винокурня зберігає традиційне підлогове солодування зерна, але для цього також не вистачає достатніх потужностей; ячмінь, що імпортується з материка, як правило, вже солодований.
Винокурня має щорічний обсяг виробництва у два мільйони літрів, а ферментація відбувається в традиційних дерев'яних ємностях до того, як рідина пройде через два куба першої перегонки, а потім через два куба другої перегонки.
Відпрацьоване тепло після процесу перегонки направляється на нагрівання громадського басейну неподалік, який був побудований в одному з колишніх складів спиртзаводу.
Morrison Bowmore розливає у пляшки все віскі, що виробляється на винокурні Bowmore та інші їхніх спиртових об'єктах у Спрінгберні, Глазго.

## Продукція
Стандартний розлив
- Bowmore No. 1
- Bowmore Legend (припинено)
- Bowmore Small Batch (припинено)
- Bowmore 12 Year Old
- Bowmore 15 Year Old Darkest
- Bowmore 18 Year Old
- Bowmore 25 Year Old

Лімітована серія
- Bowmore 18 Year Manzanilla Cask

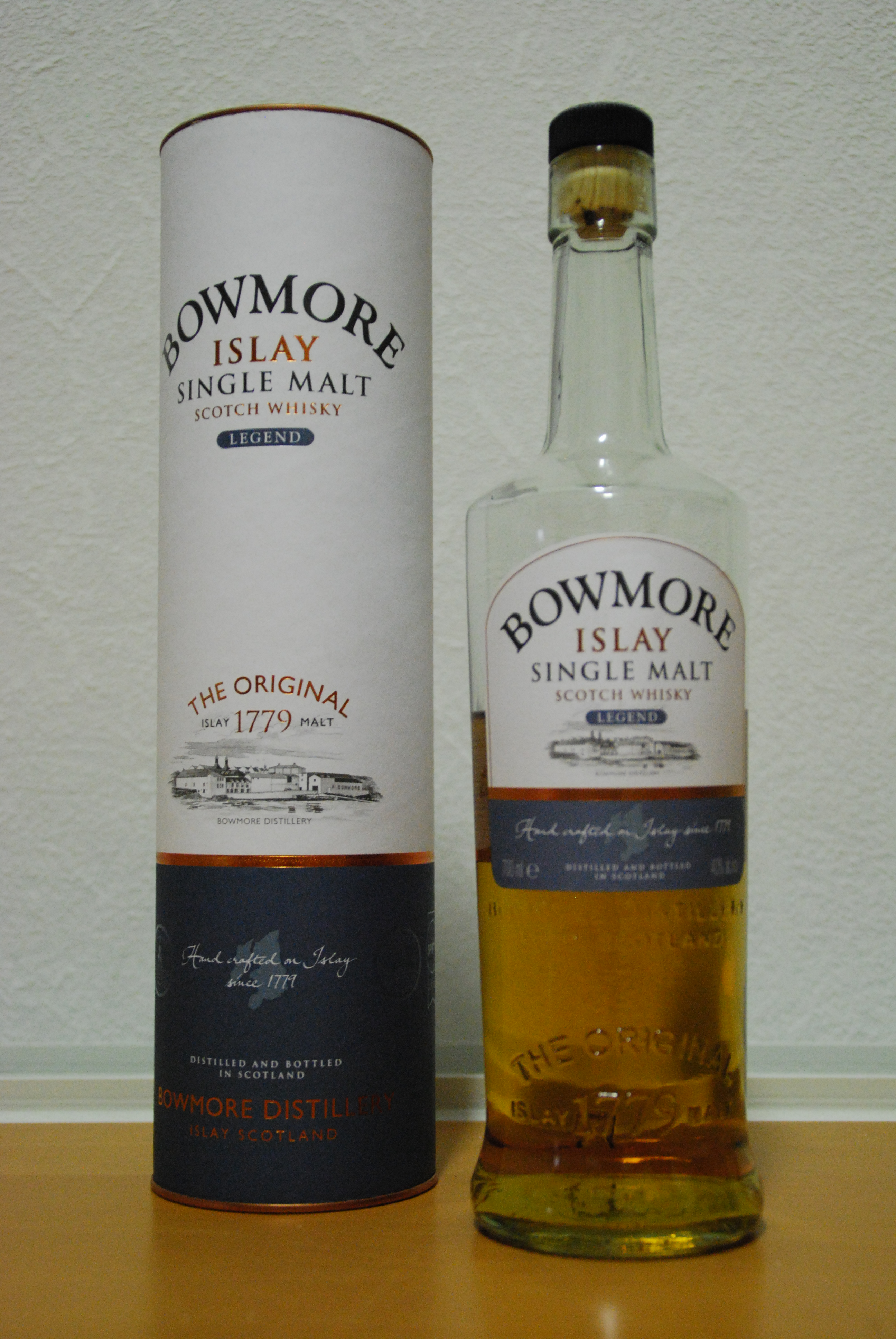
Bowmore Legend

- Bowmore 19 Year French Oak Barrique (ексклюзивно для Amazon)
- Bowmore 26 Year French Oak Barrique
- Bowmore 1964
- Bowmore Vault Edition Atlantic Sea Salt
- Bowmore Mizunara Cask
- Bowmore 1957
- Bowmore The 50 Year Old

Серія для дьютіфрі
- Bowmore 10 Year Old Dark & Intense
- Bowmore 15 Year Old Golden & Elegant
- Bowmore 18 Year Old Deep & Complex
- Bowmore Black Rock (припинено)
- Bowmore Gold Reef (припинено)
- Bowmore 17 Year Old White Sands (припинено)
- Bowmore Springtide (припинено)
- Bowmore 1984 (500 пляшок)

Bowmore також випускає ряд розливів у спеціальних виданнях та специфічних для ринку пляшках. Також доступні розливи від незалежних розливачів віскі.